# Moysa-Rosochacki
Moysa-Rosochacki – rodzina ormiańska z Bukowiny. Wyznanie ormiańskokatolickie, a od XX wieku również rzymskokatolickie.

## Tytuły szlacheckie
Jan Moysa, ziemianin galicyjski, otrzymał od cesarza Franciszka Józefa w Budapeszcie 10 stycznia 1875 (dyplom datowany w Wiedniu 30 kwietnia 1875) dziedziczne austriackie szlachectwo pierwszego stopnia ("einfacher Adelstand") z predykatem "v. Rosochacki" ("Edler v. Rosochacki"). Stefan Moysa Edler v. Rosochacki otrzymał od cesarza Franciszka Józefa w Wiedniu 30 listopada 1898 (dyplom tamże datowany 14 marca 1899) dziedziczne szlachectwo galicyjskie drugiego stopnia ("Ritterstand"), a następnie od tegoż cesarza w Wiedniu 13 sierpnia 1910 (dyplom tamże datowany 19 listopada 1910) austriacki dziedziczny tytuł baronowski.

## Herb
W polu błękitnym lew srebrny o czerwonym języku, trzymający w prawej łapie trzy kłosy złote, przykryty czerwonym pasem z trzema srebrnymi gwiazdami. Nad koroną baronowską dwa ukoronowane hełmy: na prawym z labrami błękitno-srebrnymi połulew jak na tarczy; na lewym z labrami czerwono-srebrnymi, błękitne skrzydło z czerwonym pasem z dwiema srebrnymi gwiazdami. Dewiza: "A magnis ad maiora".

## Przedstawiciele rodu
- Stefan Moysa-Rosochacki (1853–1920), ziemianin galicyjski, dożywotni członek austriackiej Izby Panów i poseł na galicyjski Sejm Krajowy oraz kawaler Orderu Franciszka Józefa 2 klasy.
- Michał Moysa-Rosochacki (1889-1941), ziemianin galicyjski, dr prawa, zmarły w więzieniu sowieckim.
- Stefan Moysa-Rosochacki (1922–2007), ksiądz rzymskokatolicki, jezuita, profesor doktor teologii.

## Posiadłości rodowe
Ród posiadał majątki Kamionka Mała, Rossochacz i Słobudka Polna w powiecie kołomyjskim oraz do 1939/1940 (formalnie do 1945) Rudniki w powiecie śniatyńskim.

## Koligacje rodowe
Ród Moysa-Rosochackich był spokrewniony z Bogdanowiczami, baronami Kapri von Meracey, Szczepańskimi h. Dołęga i Trzecieskimi h. Strzemię.